# Torchwood
Torchwood je britský vědeckofantastický seriál z produkce společnosti BBC. Volně navazuje na seriál Pán času (Doctor Who) a pokračuje svou vlastní linií, ale v některých dílech se tyto seriály prolínají. Na rozdíl od původního seriálu je Torchwood určen dospělému publiku a je svým pojetím i tématy mnohem temnější. Doposud vznikly čtyři série, dostupné i na DVD a blu-ray.

## Příběh
Pojednává o tajné mimovládní organizaci jménem Torchwood Institute založené královnou Viktorií, po její příhodě na stejnojmenném panství. Organizace sídlí ve velšském Cardiffu, kterým prochází „časová trhlina“, jež způsobuje zvýšený výskyt mimozemských předmětů a tvorů. Úkolem Torchwoodu je chránit Zemi a její obyvatele před nebezpečím z vesmíru.
Hlavním představitelem je kapitán Jack Harkness (John Barrowman), nesmrtelný bývalý časový agent z daleké budoucnosti, který na Zemi pobývá už od 19. století a vyskytuje se též v několika epizodách seriálu Doctor Who. Dalšími členy týmu jsou bývalá policistka Gwen Cooperová (Eve Myles), počítačová specialistka Toshiko Sato (Naoko Mori) (1.-2. série), lékař Owen Harper (Burn Gorman) (1.-2. série) a asistent Ianto Jones (Gareth David-Lloyd) (1.-3. série).

## Vysílání
| Řada | Díly | Premiéra ve VB         | Premiéra ve VB     |
| Řada | Díly | První díl              | Poslední díl       |
| ---- | ---- | ---------------------- | ------------------ |
| 1    | 13   | 22. října 2006         | 1. ledna 2007      |
| 2    | 13   | 16. ledna 2008         | 4. dubna 2008      |
| 3    | 5    | 6. července 2009       | 10. července 2009  |
| 4    | 10   | 8. července 2011 (USA) | 9. září 2011 (USA) |